# Роуд Таун
Роуд Таун (енгл. Road Town) је главни град Британске прекоморске територије Девичанска острва. Налази се на острву Тортола у малом и увученом заливу. Средиште је наутичког туризма и лука за јахте. Према подацима из 2012. године у граду живело 12.603 становника.

## Становништво
| Година       |
| Становништво |
| ------------ |

## Галерија
- Стари затвор
- Поглед на град с мора
- Лука